# Coenosia occidentalis
Coenosia occidentalis är en tvåvingeart som beskrevs av Huckett 1966. Coenosia occidentalis ingår i släktet Coenosia och familjen husflugor. Inga underarter finns listade i Catalogue of Life.